# Swimming with Sharks (série télévisée)
Swimming with Sharks est une série télévisée américaine en six épisodes d'environ 24 minutes réalisée par Tucker Gates, inspirée du film de 1994 du même titre et lancée le 15 avril 2022 sur The Roku Channel (en).
Au Québec, elle est disponible sur Prime Video.

## Synopsis
Lorsqu’elle débute chez Fountain Pictures, Lou a l'air d'une stagiaire naïve et impressionnée par Joyce Holt, la célèbre CEO du studio. En réalité, elle est obsédée par cette dernière et est prête à tout pour se rapprocher de son idole.

## Distribution
- Kiernan Shipka (VF : Camille Donda) : Lou Simms
- Diane Kruger (VF : Laura Blanc) : Joyce Holt
- Donald Sutherland : Redmond
- Thomas Dekker : Travis
- Finn Jones : Marty
- Erika Alexander : Meredith
- Ross Butler : Alex
- Gerardo Celasco : Miles

## Production
Le projet de Kathleen Robertson a été présenté en 2016 pour la chaîne E!.
En novembre 2019, la série a été produite pour la plateforme Quibi (en).
Le casting débute en février 2020 avec Kiernan Shipka et Diane Kruger, puis Donald Sutherland, Finn Jones et Thomas Dekker, suivis de Erika Alexander, Gerardo Celasco et Ross Butler.
La production étant reporté à la suite de la pandémie de Covid-19, et entretemps la fermeture du service Quibi, la série se retrouve sur The Roku Channel.

## Épisodes
Les six épisodes, sans titre, sont numérotés de Chapitre un à six.